# Кэмпбелл, Мензис
Уолтер Мензис Кэмпбелл, барон Кэмпбелл Питтенуимский (англ. Walter Menzies Campbell, Baron Campbell of Pittenweem — среднее имя шотландское по происхождению и произносится «Мингис», отсюда прозвище «сэр Минг»; род. 22 мая 1941, Глазго, Великобритания) — британский политик, лидер Либеральных демократов в 2006—2007, адвокат, бывший спортсмен-спринтер, пожизненный пэр.

## Биография
Родился в Глазго. Учился в Хилхедской школе. Затем он окончил университет Глазго с дипломом юриста. В университете участвовал в клубе молодых либералов. На летней Универсиаде 1963 года завоевал золото в составе сборной Великобритании в эстафете 4×400 м. В 1964 году участвовал в летних Олимпийских играх в Токио; бежал за команду Великобритании в четвертьфинале, полуфинале и финале эстафеты 4×100 метров (en), а также участвовал в первых двух этапах в беге на 200 метров (en). С 1967 по 1974 удерживал рекорд Великобритании в беге на 100 метров (10,2 секунды).
Некоторое время работал адвокатом. В 1975 году стал председателем Либеральной партии в Шотландии. На выборах 1987 года был избран в Палату общин. В Палате общин он являлся представителем Партии либеральных демократов по вопросам внешней политики и обороны. В 1997 году стал теневым министром иностранных дел либеральных демократов. В 1999 году, после отставки Пэдди Эшдауна, Мензис Кэмбелл участвовал в выборах на пост председателя Партии либеральных демократов. В 2003 году возглавил фракцию либеральных демократов в Палате общин. 2 марта 2006 года был избран председателем партии, но 15 октября 2007 года покинул этот пост. Основными причинами, послужившими пойти на этот шаг были, во-первых, постоянно снижавшаяся популярность лидера партии, а также негативные публикации в прессе о его возрасте и о его деятельности на посту лидера партии.